# 马志尼主义

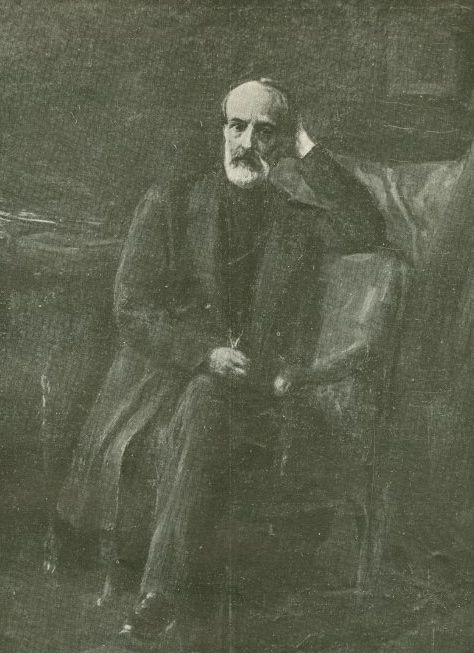
朱塞佩·马志尼

马志尼主义（義大利語：Mazzinianesimo）是意大利革命家、政治家和哲学家朱塞佩·马志尼提出的一种政治思想。
其核心思想是，意大利的解放只能通过建立一个统一的共和制国家来实现，而实现民族复兴的唯一主力是人民，他们怀有一种深厚的宗教信仰，这种信仰是一种世俗的祖国宗教。对马志尼而言，真正的共和国是一个能够为全体人民实现自由与正义的地方。
马志尼在1860年代与第一国际有过接触，但始终反对科学社会主义。他主张“神意历史进化论”，认为未来的社会将不会信仰社会主义和共产主义，而是根据宗教启示，按照社会团体的原则来组织新社会；每个民族将成为一个独立的政治实体，并通过一种统一的“进步的道德规律则”将所有民族国家联系在一起。他反对阶级斗争，倡导“阶级和平”，并提出通过“劳资合作”和“产业协会”来解决工人受到的压迫和剥削。他还提出建立“欧洲工人阶级中央政府”。
在马志尼的思想中，“自由”这一概念与“祖国”密不可分。正如历史学家罗萨里奥·罗密欧所说：“……马志尼主义成功在全国范围内建立了第一个真正的民主运动。”然而，马志尼主义不应仅被视为一个简单的民族解放或民族主义运动。马志尼接受了“民族”这一概念，但他希望不同族群能和平共处。事实上，他有时将法国大革命的著名三联词“自由、平等、博爱”与“团结”或“人类”联系在一起。“博爱”一词显然具有基督教的渊源，尽管马志尼认可其“共同体”价值，但他更倾向于用今天我们定义为更世俗的术语来取代它。谈论“人类”和“团结”使马志尼能够对抗马克思主义典型的阶级斗争。事实上，虽然共产主义运动在其早期嵌入了“民主”思想，但马志尼认为它是一种“排他性”的运动，是无产阶级试图战胜资产阶级的尝试。马志尼从未自称为无神论者，相反，他宣扬自己的“公民宗教”信条。他批评共产主义者试图从人们的心灵和思想中抹去不仅是超越的、神圣的元素，甚至还包括简单的“责任感”。在马志尼看来，人民不仅需要在完全自由的状态下生活，还必须拥有“责任感”才能进步。他并不认为美国模式是“理想的”，相反，他批评它加剧了个人主义和“社会自私”，但他欣赏其“政教分离”的做法，同时伴随着强烈的公民宗教意识以及对包括宗教在内的“言论自由”的充分尊重。马志尼的追随者（又称“共和党人”）可以被正当地定义为社会领域的“跨阶级主义者”和人权方面的“自由主义者”。如果要将他们归类于思想流派，他们可以被称为“社会自由主义者”或“社会民主主义者”。